# Gesellschaft mit beschränkter Haftung
GmbH (в Австрії GesmbH; абревіатура від Gesellschaft mit beschränkter Haftung) — товариство з обмеженою відповідальністю, поширена форма підприємств у Німеччині, Австрії, Швейцарії. Існують також варіанти mbH (використовується, коли термін Gesellschaft є частиною назви компанії), і gGmbH (gemeinnützige GmbH) для некомерційних компаній.

## Статутний капітал
Мінімальний статутний капітал для GmbH повинен бути не менше 25 тис. євро, в Австрії — 35 000 євро. За умови унітарної форми власності, статутний капітал потрібно вносити на момент реєстрації в повному розмірі, при цьому частина  його може бути забезпечена векселем, або банківською гарантією без фактичного внесення грошових коштів.
Якщо засновників двоє чи більше, кожен із них повинен внести на момент реєстрації не менш ніж 25 % своєї частки, а сумарно потрібно внести не менше за 12,5 тис. євро. Решта вноситься протягом року.
Мінімальний розмір частки в GmbH становить 100 євро.

## Історія
Ще в 1600 році акціонери Британської Ост-Індської компанії отримали королівський указ в Англії, а в 1602 році — Голландської Ост-Індської компанії в Нідерландах.
У 1855 році Велика Британія законом запровадила загальнодоступну форму товариства з обмеженою відповідальністю (Ltd.).
Товариства з обмеженою відповідальністю вперше стали можливими в Німецькій імперії завдяки закону про товариства з обмеженою відповідальністю (GmbHG), який був прийнятий 20 квітня 1892 року.
Після створення цієї форми господарювання в Німеччині ця концепція поширилася по всьому світу. Подібні правові форми були створені в Цислейтанії в 1906 р., Португалії в 1917 р., Бразилії в 1919 р., Словаччині в 1920 р. (вона вже існувала в західній частині Чехословаччини через її попередню приналежність до Цислейтанії), Чилі в 1923 р., Франції в 1925 р., Бельгії 1935 р. та інших.
У результаті закону, спрямованого на модернізацію законодавства про GmbH та боротьбу зі зловживаннями, 1 листопада 2008 року було запроваджено підприємницьке товариство (з обмеженою відповідальністю), також відоме як mini-GmbH, себто GmbH зі зменшеним статутним капіталом, до якого діють деякі спеціальні правила.